# Antiguo Archivo General de Protocolos de Madrid
El Antiguo Archivo General de Protocolos de Madrid es un edificio singular de Madrid. Forma parte del Paisaje de la Luz, que desde el 25 de julio de 2021 es un paisaje cultural declarado Patrimonio de la Humanidad.

## Descripción
Este edificio de ladrillo rojo, de estilo neomudéjar está situado en el barrio de los Jerónimos de Madrid y ocupa casi por completo la parcela; por razones de seguridad, está aislado del resto de edificios de su manzana. Tiene cuatro niveles: semisótano, bajo, principal y bajo cubierta en la parte posterior en las crujías posterior y laterales, dispone de un patio interior. En los pisos inferiores, y en la crujía de fachada, se disponen el vestíbulo de ingreso y despachos del archivero y personal dependiente y en el segundo o ático la vivienda del archivero. La decoración y la distribución interior son funcionales, exentas de ornamentación, salvo en los detalles de los huecos e impostas de la fachada, que presentan dinteles escalonados realizados con ladrillo cara vista de colores rojo y amarillo.

### Protocolo notarial
Según la Real Academia Española (RAE), un protocolo notarial hace referencia a la 'colección ordenada de las escrituras matrices autorizadas durante un año por cada notario. Este protocolo se formalizará en uno o más tomos encuadernados y serán foliados en letra'.

## Historia
Aunque el Archivo Histórico de Protocolos de Madrid se ubicó en otras sedes, fue promovido en 1886 por el Ministerio de Justicia a orden de Francisco Silvela, se edificó en la calle Alberto Bosch nº 4. Se encargó al arquitecto Joaquín de la Concha Alcalde, y el proyecto se redactó teniendo en cuenta los peligros de incendios e inundaciones en los archivos. Para ello se eligieron materiales como la piedra granítica, el ladrillo y el hierro fundido. Desde 2015, el Archivo de Protocolos de Madrid se trasladó provisionalmente al Complejo El Águila, junto con el Archivo Regional de la Comunidad de Madrid y la Subdirección General de Archivos en la calle Ramírez de Prado nº 3 de Madrid. El hecho de estar desocupado durante varios años ha provocado algunas reacciones. Se acordó entre las Administraciones afectadas que el edificio se rehabilitara para albergar los protocolos de más de cien años cuya titularidad corresponde al Ministerio de Cultura y Deporte, por lo que el edificio había de pasar a dicho ministerio. Una vez decidido el traslado del Archivo Histórico de Protocolos en 2015, el edificio no ha tenido utilización. Fue ocupado por el colectivo "La Ingobernable", entre el 4 de marzo y desocupado el 17 de abril de 2020 a raíz de lo resuelto por el Ministerio de Justicia.

### Antecedentes
El Archivo de Escrituras Públicas, que es el antecedente del Archivo Histórico de Protocolos de Madrid fue creado por Real cédula el 5 de marzo de 1765 por Carlos III. Esta institución fue dirigida desde 1853 por Manuel de Epalza y Pardo y, en noviembre de 1868, fue sustituido por el notario José Mª Valverde. Epalza, último responsable del archivo nombrado por el Ayuntamiento de Madrid, que hizo un catálogo cronológico de los 9.576 protocolos hasta entonces reunidos y una memoria, fechada a 30 de septiembre de 1858. En 1870, la responsabilidad sobre el archivo fue transferida de nuevo al Estado (Ministerio de Justicia), y fue nombrado notario-archivero de distrito Manuel de la Fuente. Desde esa época se conservan en el Archivo dos tomos de gran formato y encuadernación que contienen la Memoria citada y los Catálogos. Otra disposición trascendental para la creación de los Archivos de Protocolos fue el Decreto de 12 de noviembre de 1931, cuando se definió el carácter histórico de los protocolos de más de 100 años de antigüedad y se dispuso que quedaran bajo la tutela del Cuerpo Facultativo de Archiveros para reorganizarlos como archivos históricos. En enero de 1933, pasó a conocerse con la denominación actual. A partir de entonces las competencias sobre el Archivo fueron del Ministerio de Educación, que las ejerció hasta la creación del Ministerio de Cultura en 1977, manteniendo relación con Justicia en algunos aspectos marcados por el decreto de 1931 (p. ej. compartir la misma sede). En la actualidad, aunque los documentos mantienen la titularidad estatal, la gestión sobre el Archivo ha sido transferida al Gobierno de la Comunidad de Madrid por Real Decreto 680/1985, de 19 de abril.

## Valor documental del Archivo Histórico de Protocolos
El valor histórico de la documentación que custodió el antiguo AHP es el conocimiento cercano y personal de la vida de madrileños ilustres que por sus oficios dejaron huella en la historia de Madrid en diferentes campos del conocimiento como la literatura, la arquitectura o la pintura. En este edificio se conservaron documentos que certifican el cautiverio de Miguel de Cervantes en Argel entre 1575 y 1580 o la cesión de los derechos de edición de La Galatea y las Novelas ejemplares al librero Blas de Robles. Al menos se conservan veinte documentos del autor del Quijote, entre ellos el de la limpieza de sangre.
Igual de relevantes son otros escritos que reconstruyen o al menos completan apartados poco conocidos de la vida de Pedro Calderón de la Barca, Diego Velázquez o Lope de Vega. Uno de los protocolos recoge el documento de la fundación de una capellanía en favor del autor de La vida es sueño; otro muestra el inventario de libros de la biblioteca del pintor sevillano que demuestra su profundo conocimiento de la geometría; y otro es el primer testamento del autor de Fuenteovejuna o El caballero de Olmedo. 